# Вайт-Рок (Британська Колумбія)
Вайт-Рок (англ. White Rock) — місто в Канаді, у провінції Британська Колумбія, у складі регіонального округу Метро-Ванкувер.

## Населення
За даними перепису 2016 року, місто нараховувало 19952 особи, показавши зростання на 3,2%, порівняно з 2011-м роком. Середня густина населення становила 3 893,1 осіб/км².
З офіційних мов обидвома одночасно володіли 1 645 жителів, тільки англійською — 17 600, тільки французькою — 5, а 260 — жодною з них. Усього 3665 осіб вважали рідною мовою не одну з офіційних, з них 10 — одну з корінних мов, а 60 — українську.
Працездатне населення становило 54,3% усього населення, рівень безробіття — 6% (5,6% серед чоловіків та 6,5% серед жінок). 77,8% осіб були найманими працівниками, а 20,5% — самозайнятими.
Середній дохід на особу становив $53 214 (медіана $37 875), при цьому для чоловіків — $63 783, а для жінок $44 556 (медіани — $45 472 та $32 525 відповідно).
29,7% мешканців мали закінчену шкільну освіту, не мали закінченої шкільної освіти — 10,6%, 59,7% мали післяшкільну освіту, з яких 43,7% мали диплом бакалавра, або вищий, 110 осіб мали вчений ступінь.
| Статево-вікова структура населення | Статево-вікова структура населення | Статево-вікова структура населення | Статево-вікова структура населення | Статево-вікова структура населення |
| ---------------------------------- | ---------------------------------- | ---------------------------------- | ---------------------------------- | ---------------------------------- |
|                                    |                                    |                                    |                                    |                                    |
| Всього                             | Всього                             | 45,0%55,0%                         |                                    |                                    |
| 0 — 14 років                       | 0 — 14 років                       |                                    | 8,8%                               | 8,8%                               |
| 15 — 64 років                      | 15 — 64 років                      |                                    | 57,2%                              | 57,2%                              |
| 65 і більше                        | 65 і більше                        |                                    | 34%                                | 34%                                |
| 85 і більше                        | 85 і більше                        |                                    | 6%                                 | 6%                                 |
| 100 і більше                       | 100 і більше                       |                                    | 0,1%                               | 0,1%                               |
| Середній вік (років)               | Середній вік (років)               | 50,354,2                           | 52,4                               | 52,4                               |
| Медіана (років)                    | Медіана (років)                    | 54,857,9                           | 56,6                               | 56,6                               |
| — чоловіки — жінки                 |                                    |                                    |                                    |                                    |

| Походження мешканців:     | Походження мешканців:     | Походження мешканців: | Походження мешканців: | Походження мешканців: |
| ------------------------- | ------------------------- | --------------------- | --------------------- | --------------------- |
| Походження                |                           |                       | осіб                  | %                     |
| Корінні американці        | Корінні американці        |                       | 645                   | 3.37%                 |
| Інше північноамериканське | Інше північноамериканське |                       | 3 880                 | 20.29%                |
| Європейське               | Європейське               |                       | 14 885                | 77.85%                |
| британське                | британське                |                       | 10 190                | 53.29%                |
| французьке                | французьке                |                       | 1 570                 | 8.21%                 |
| українське                | українське                |                       | 1 005                 | 5.26%                 |
| Латинськоамериканське     | Латинськоамериканське     |                       | 190                   | 0.99%                 |
| Карибське                 | Карибське                 |                       | 140                   | 0.73%                 |
| Африканське               | Африканське               |                       | 220                   | 1.15%                 |
| Азійське                  | Азійське                  |                       | 2 970                 | 15.53%                |
| Океанійське               | Океанійське               |                       | 140                   | 0.73%                 |

| Зайнятість населення за галузями (за класифікацією NOC): | Зайнятість населення за галузями (за класифікацією NOC): | Зайнятість населення за галузями (за класифікацією NOC): | Зайнятість населення за галузями (за класифікацією NOC): | Зайнятість населення за галузями (за класифікацією NOC): |
| -------------------------------------------------------- | -------------------------------------------------------- | -------------------------------------------------------- | -------------------------------------------------------- | -------------------------------------------------------- |
|                                                          |                                                          |                                                          |                                                          |                                                          |
| Управління                                               | Управління                                               |                                                          | 14%                                                      | 14%                                                      |
| Бізнес, фінанси та адміністрування                       | Бізнес, фінанси та адміністрування                       |                                                          | 19,3%                                                    | 19,3%                                                    |
| Природничі та прикладні науки                            | Природничі та прикладні науки                            |                                                          | 5,7%                                                     | 5,7%                                                     |
| Охорона здоров'я                                         | Охорона здоров'я                                         |                                                          | 7,7%                                                     | 7,7%                                                     |
| Освіта, правозахист, муніципальні та урядові служби      | Освіта, правозахист, муніципальні та урядові служби      |                                                          | 11,3%                                                    | 11,3%                                                    |
| Мистецтво, культура, відпочинок та спорт                 | Мистецтво, культура, відпочинок та спорт                 |                                                          | 5,5%                                                     | 5,5%                                                     |
| Роздрібна торгівля та послуги                            | Роздрібна торгівля та послуги                            |                                                          | 22,4%                                                    | 22,4%                                                    |
| Гуртова торгівля, транспорт та обладнання                | Гуртова торгівля, транспорт та обладнання                |                                                          | 11,3%                                                    | 11,3%                                                    |
| Природні ресурси, сільське господарство                  | Природні ресурси, сільське господарство                  |                                                          | 1,4%                                                     | 1,4%                                                     |
| Виробництво                                              | Виробництво                                              |                                                          | 1,5%                                                     | 1,5%                                                     |

## Клімат
Середня річна температура становить 10°C, середня максимальна – 20,6°C, а середня мінімальна – -1,4°C. Середня річна кількість опадів – 1 366 мм.
| Клімат поселення                              | Клімат поселення | Клімат поселення | Клімат поселення | Клімат поселення | Клімат поселення | Клімат поселення | Клімат поселення | Клімат поселення | Клімат поселення | Клімат поселення | Клімат поселення | Клімат поселення | Клімат поселення |
| Показник                                      | Січ.             | Лют.             | Бер.             | Квіт.            | Трав.            | Черв.            | Лип.             | Серп.            | Вер.             | Жовт.            | Лист.            | Груд.            |                  |
| Середній максимум, °C                         | 7,47             | 9,23             | 11,07            | 13,57            | 16,74            | 19,38            | 20,15            | 20,58            | 17,83            | 13,08            | 9,10             | 6,66             |                  |
| Середня температура, °C                       | 3,05             | 4,80             | 6,63             | 9,11             | 12,30            | 14,94            | 17,18            | 17,64            | 14,86            | 10,13            | 6,13             | 3,68             |                  |
| Середній мінімум, °C                          | −1,39            | 0,36             | 2,18             | 4,68             | 7,87             | 10,53            | 14,23            | 14,68            | 11,90            | 7,18             | 3,18             | 0,73             |                  |
| Норма опадів, мм                              | 190              | 134              | 116              | 96               | 81               | 68               | 46               | 48               | 61               | 131              | 219              | 176              |                  |
| Середньомісячна швидкість вітру, м/с          | 3.28             | 3.18             | 3.24             | 3.06             | 2.94             | 2.94             | 2.84             | 2.61             | 2.39             | 2.62             | 3.25             | 3.34             |                  |
| Середньомісячна сонячна радіація, кДж/м²·день | 3226             | 6118             | 10012            | 15192            | 18788            | 20210            | 21405            | 18337            | 13113            | 7078             | 3596             | 2493             |                  |
| --------------------------------------------- | ---------------- | ---------------- | ---------------- | ---------------- | ---------------- | ---------------- | ---------------- | ---------------- | ---------------- | ---------------- | ---------------- | ---------------- | ---------------- |
| Джерело:                                      |                  |                  |                  |                  |                  |                  |                  |                  |                  |                  |                  |                  |                  |